# Eisschnelllauf-Mehrkampfweltmeisterschaft 2019

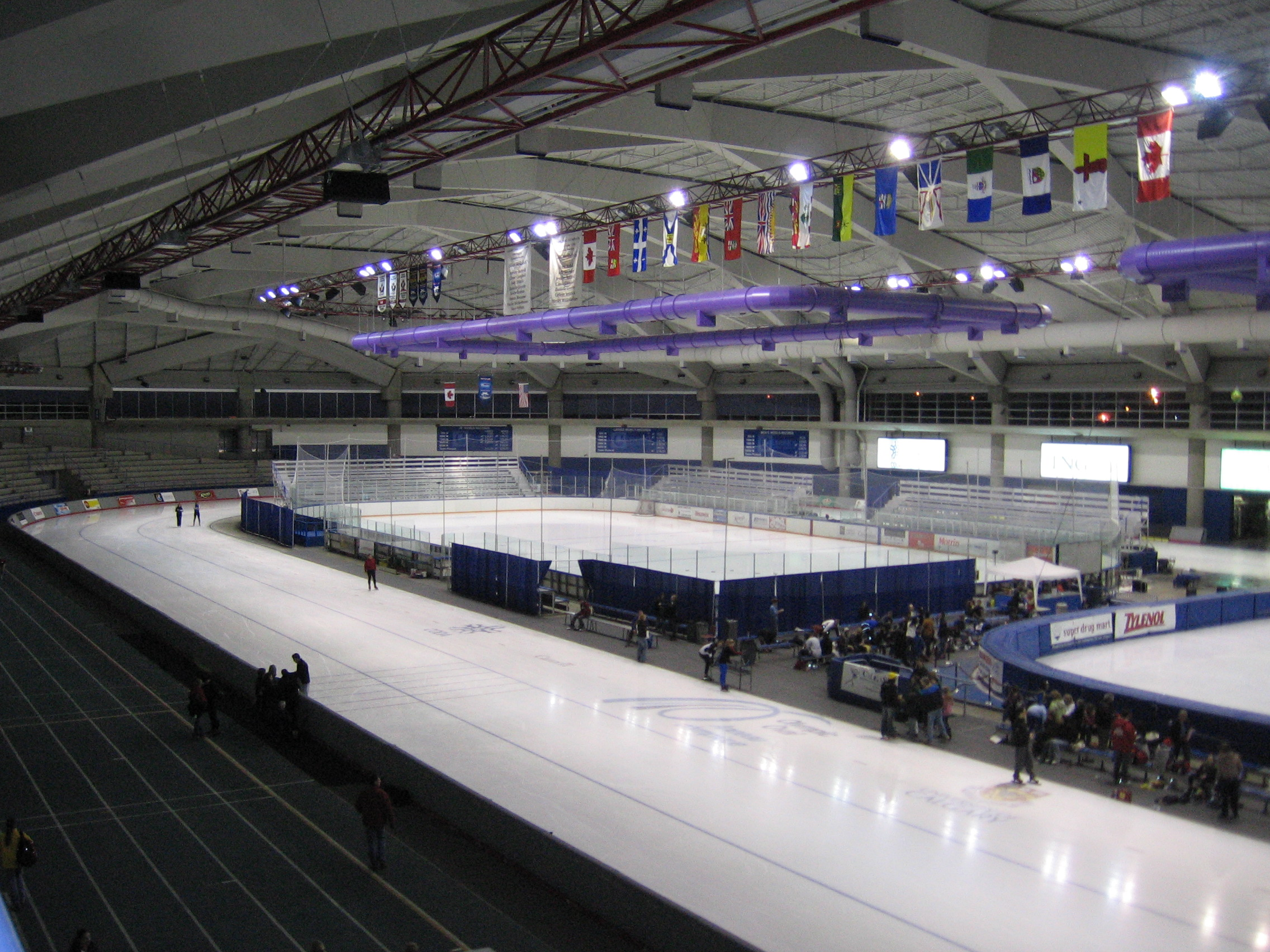
Austragungsort Olympic Oval in Calgary

Die 113. Mehrkampfweltmeisterschaft (77. der Frauen) fand vom 2. bis 3. März 2019 in Calgary, Kanada statt. Die Wettbewerbe wurden im Olympic Oval ausgetragen.
Bei den Frauen gewann die Tschechin Martina Sáblíková ihren fünften WM-Titel im Mehrkampf und entschied dabei die Rennen über 3000 Meter und 5000 Meter in Weltrekordzeit für sich. Patrick Roest aus den Niederlanden verteidigte erfolgreich seinen Vorjahressieg bei den Männern.

## Teilnehmende Nationen
Frauen
Das Teilnehmerfeld des Frauenmehrkampfes setzte sich aus 24 Sportlerinnen aus 13 Nationen zusammen.
- 3 Starterinnen:  Japan ↑,  Kanada ↑↑,  Niederlande,  Russland
- 2 Starterinnen:  Deutschland,  Norwegen,  Tschechien ↓
- 1 Starterin:  Estland ↑,  Italien,  Polen ↓↓,  Vereinigte Staaten ↑,  Volksrepublik China ↓,  Belarus ↑

Nicht mehr vertreten im Vergleich zur vorherigen Ausgabe waren Athletinnen aus Belgien.
Männer
- 3 Starter:  Italien ↑,  Kanada,  Niederlande,  Norwegen
- 2 Starter:  Deutschland ↑,  Japan ↑,  Russland ↓
- 1 Starter:  Belgien,  Dänemark,  Lettland,  Schweiz ↑,  Vereinigte Staaten ↑,  Belarus ↑

Nicht mehr vertreten im Vergleich zur vorherigen Ausgaben waren Athleten aus Österreich, Polen, Schweden und Tschechien.

## Wettbewerb

### Frauen

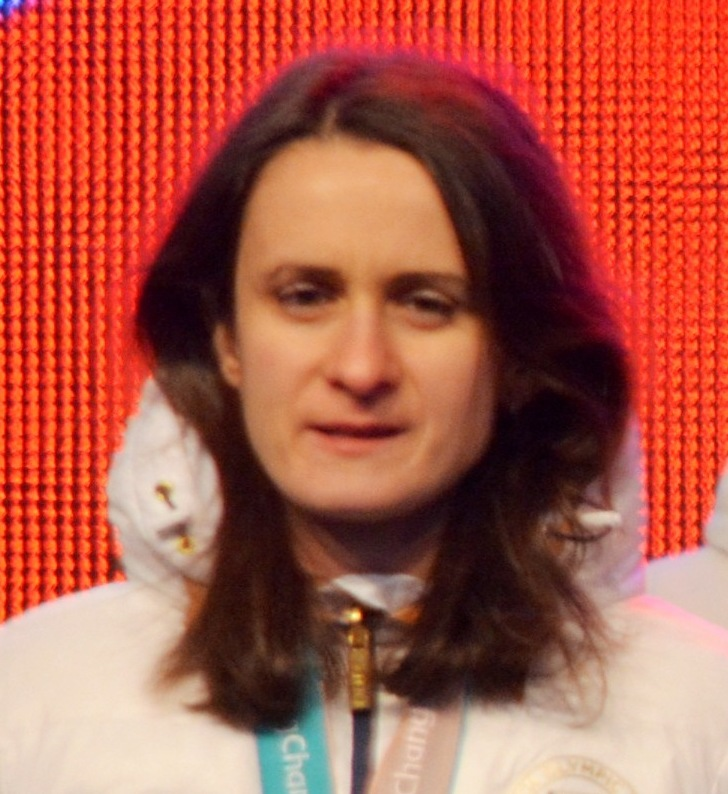
Mehrkampf-Weltmeisterin Martina Sáblíková (hier 2018)

Der Mehrkampf der Frauen entschied sich zwischen der Tschechin Martina Sáblíková und der japanischen Titelverteidigerin Miho Takagi, wobei sich Sáblíková mit zwei Weltrekorden über die Langstrecken 3000 und 5000 Meter durchsetzen konnte und damit zum fünften Mal seit 2009 Mehrkampfweltmeisterin wurde. Takagi hatte eine Woche vor der Mehrkampf-WM die Silbermedaille bei der Sprintweltmeisterschaft in Heerenveen gewonnen. Sie lief auf den beiden kürzeren Strecken (500 und 1500 Meter) die schnellsten Zeiten und hatte vor dem abschließenden 5000-Meter-Rennen einen Vorsprung von 15 Sekunden auf Sáblíková, den sie nicht halten konnte. Nach dem Wettkampf erklärte Takagi, sie sei nach der Sprint-WM und den ersten drei Strecken der Mehrkampf-WM vollkommen erschöpft gewesen. Den dritten Rang im Gesamtklassement belegte die amtierende Mehrkampfeuropameisterin Antoinette de Jong aus den Niederlanden. De Jong zeigte sich unzufrieden mit ihrer eigenen Leistung, angesichts der Überlegenheit Sáblíkovás auf den Langdistanzen und Takagis auf den kürzeren Strecken sei sie aber mit der Bronzemedaille zufrieden.

#### Endstand Kleiner Vierkampf
- Zeigt die acht erfolgreichsten Sportlerinnen der Mehrkampf-WM (Finalteilnahme über 5000 Meter)
- Die Zahl in Klammern gibt die Platzierung je Einzelstrecke an, fett gedruckt die jeweils Schnellste.

| 01 | Martina Sáblíková   | 39,32 s (13) | 3:53,31 min (1)  | 1:53,70 min (4)  | 6:42,01 min (1) | 156,306 |  |  |  |  |
| 02 | Miho Takagi         | 37,22 s (1)  | 4:00,16 min (8)  | 1:52,08 min (1)  | 7:02,72 min (8) | 156,878 |  |  |  |  |
| 03 | Antoinette de Jong  | 38,52 s (3)  | 3:58,25 min (2)  | 1:53,96 min (6)  | 6:56,26 min (5) | 157,840 |  |  |  |  |
| 04 | Carlijn Achtereekte | 39,25 s (12) | 3:58,70 min (4)  | 1:53,93 min (5)  | 6:50,12 min (3) | 158,021 |  |  |  |  |
| 05 | Ireen Wüst          | 38,46 s (2)  | 3:59,79 min (6)  | 1:53,48 min (2)  | 6:59,80 min (7) | 158,231 |  |  |  |  |
| 06 | Isabelle Weidemann  | 40,34 s (19) | 3:58,51 min (3)  | 1:55,22 min (9)  | 6:49,68 min (2) | 159,465 |  |  |  |  |
| 07 | Maryna Sujewa       | 40,03 s (17) | 3:59,80 min (7)  | 1:54,83 min (7)  | 6:53,19 min (4) | 159,591 |  |  |  |  |
| 08 | Natalja Woronina    | 39,73 s (16) | 3:59,48 min (5)  | 1:55,93 min (15) | 6:59,25 min (6) | 160,211 |  |  |  |  |
|    |                     |              |                  |                  |                 |         |  |  |  |  |
| 19 | Roxanne Dufter      | 40,37 s (20) | 4:08,57 min (17) | 1:56,64 min (17) | –               | 120,678 |  |  |  |  |
| –  | Claudia Pechstein   | DSQ          | 4:03,96 min (11) | –                | –               | –       |  |  |  |  |

#### 500 Meter
Von den 24 Läuferinnen stellten neun eine neue persönliche Bestleistung auf, darunter auch Miho Takagi. Im direkten Duell gegen die zweitplatzierte Ireen Wüst schlug Takagi die Niederländerin um deutliche 1,24 Sekunden, was in etwa dem Abstand zwischen Wüst und der auf Rang 16 klassierten Athletin entsprach. Claudia Pechstein wurde nach dem versehentlichen Wegstoßen einer Bahnmarkierung im Anschluss an ihren Lauf disqualifiziert.
| Platz | Name                | Land                | Zeit    | Punkte |
| ----- | ------------------- | ------------------- | ------- | ------ |
| 01    | Miho Takagi         | Japan               | 37,22 s | 37,220 |
| 02    | Ireen Wüst          | Niederlande         | 38,46 s | 38,460 |
| 03    | Antoinette de Jong  | Niederlande         | 38,52 s | 38,520 |
| 04    | Nana Takagi         | Japan               | 38,67 s | 38,670 |
| 05    | Ida Njåtun          | Norwegen            | 38,69 s | 38,690 |
| 06    | Han Mei             | Volksrepublik China | 38,80 s | 38,800 |
| 07    | Jelisaweta Kaselina | Russland            | 38,86 s | 38,860 |
| 08    | Nikola Zdráhalová   | Tschechien          | 38,91 s | 38,910 |
| 09    | Ayano Satō          | Japan               | 38,99 s | 38,990 |
| 10    | Ivanie Blondin      | Kanada              | 39,02 s | 39,020 |
|       |                     |                     |         |        |
| 19    | Roxanne Dufter      | Deutschland         | 40,37 s | 40,370 |

#### 3000 Meter
Auf der zweiten Strecke des ersten Tages verbesserte Martina Sáblíková – die über 500 Meter Dreizehnte geworden war – den seit 2006 gültigen 3000-Meter-Weltrekord von Cindy Klassen um 0,03 Sekunden. Im elften und damit vorletzten Lauf lief sie knapp fünf Sekunden schneller als Antoinette de Jong, die den zweiten Rang belegte. Eine Woche nach der WM steigerte Sáblíková auf dem Utah Olympic Oval ihre eigene Bestzeit erneut um knapp 1,3 Sekunden.
| Platz | Name                | Land        | Zeit        | Punkte |
| ----- | ------------------- | ----------- | ----------- | ------ |
| 01    | Martina Sáblíková   | Tschechien  | 3:53,31 min | 38,885 |
| 02    | Antoinette de Jong  | Niederlande | 3:58,25 min | 39,708 |
| 03    | Isabelle Weidemann  | Kanada      | 3:58,51 min | 39,751 |
| 04    | Carlijn Achtereekte | Niederlande | 3:58,70 min | 39,783 |
| 05    | Natalja Woronina    | Russland    | 3:59,48 min | 39,913 |
| 06    | Ireen Wüst          | Niederlande | 3:59,79 min | 39,965 |
| 07    | Maryna Sujewa       | Belarus     | 3:59,80 min | 39,966 |
| 08    | Miho Takagi         | Japan       | 4:00,16 min | 40,026 |
| 09    | Ivanie Blondin      | Kanada      | 4:01,77 min | 40,295 |
| 10    | Valérie Maltais     | Kanada      | 4:03,20 min | 40,533 |
|       |                     |             |             |        |
| 11    | Claudia Pechstein   | Deutschland | 4:03,96 min | 40,660 |
| 17    | Roxanne Dufter      | Deutschland | 4:08,57 min | 41,428 |

#### 1500 Meter
In der elften und abschließenden 1500-Meter-Paarung trafen Miho Takagi und Martina Sáblíková aufeinander. Takagi lief auf den ersten 300 Metern eine Sekunde Vorsprung auf Sáblíková heraus und baute diesen bis zum Eingang der Schlussrunde auf zwei Sekunden aus. Auf den letzten 400 Metern war Sáblíková um vier Zehntel schneller und verlor damit letztlich 1,6 Sekunden – umgerechnet etwa einen halben Punkt in der Gesamtwertung – auf Takagi. In der Paarung vor Takagi und Sáblíková hatte Ireen Wüst eine Weltrekordverbesserung angestrebt und in der Zwischenzeit bei 700 Metern in Führung gelegen; auf der zweiten Streckenhälfte verlor sie aber deutlich in Relation zu Takagi und wurde schließlich Zweite.
| Platz | Name                | Land        | Zeit        | Punkte |
| ----- | ------------------- | ----------- | ----------- | ------ |
| 01    | Miho Takagi         | Japan       | 1:52,08 min | 37,360 |
| 02    | Ireen Wüst          | Niederlande | 1:53,48 min | 37,826 |
| 03    | Ivanie Blondin      | Kanada      | 1:53,59 min | 37,863 |
| 04    | Martina Sáblíková   | Tschechien  | 1:53,70 min | 37,900 |
| 05    | Carlijn Achtereekte | Niederlande | 1:53,93 min | 37,976 |
| 06    | Antoinette de Jong  | Niederlande | 1:53,96 min | 37,986 |
| 07    | Maryna Sujewa       | Belarus     | 1:54,83 min | 38,276 |
| 08    | Jewgenija Lalenkowa | Russland    | 1:55,09 min | 38,363 |
| 09    | Isabelle Weidemann  | Kanada      | 1:55,22 min | 38,406 |
| 10    | Nana Takagi         | Japan       | 1:55,40 min | 38,466 |
|       |                     |             |             |        |
| 17    | Roxanne Dufter      | Deutschland | 1:56,64 min | 38,880 |

#### 5000 Meter
Martina Sáblíková lief im dritten von vier Paaren (gegen Antoinette de Jong) ihren zweiten Weltrekord bei dieser Mehrkampf-WM. Sie verbesserte ihre eigene acht Jahre alte Bestmarke um 0,65 Sekunden. Miho Takagi, die unmittelbar nach Sáblíková im Duell mit Ireen Wüst lief, verlor ihren Vorsprung von 1,5 Punkten in der Gesamtwertung – umgerechnet 15 Sekunden – auf die Tschechin. Takagi lief von allen acht Finalistinnen die langsamste Zeit.
| Platz | Name                | Land        | Zeit        | Punkte |
| ----- | ------------------- | ----------- | ----------- | ------ |
| 01    | Martina Sáblíková   | Tschechien  | 6:42,01 min | 40,201 |
| 02    | Isabelle Weidemann  | Kanada      | 6:49,68 min | 40,968 |
| 03    | Carlijn Achtereekte | Niederlande | 6:50,12 min | 41,012 |
| 04    | Maryna Sujewa       | Belarus     | 6:53,19 min | 41,319 |
| 05    | Antoinette de Jong  | Niederlande | 6:56,26 min | 41,626 |
| 06    | Natalja Woronina    | Russland    | 6:59,25 min | 41,925 |
| 07    | Ireen Wüst          | Niederlande | 6:59,80 min | 41,980 |
| 08    | Miho Takagi         | Japan       | 7:02,72 min | 42,272 |

### Männer

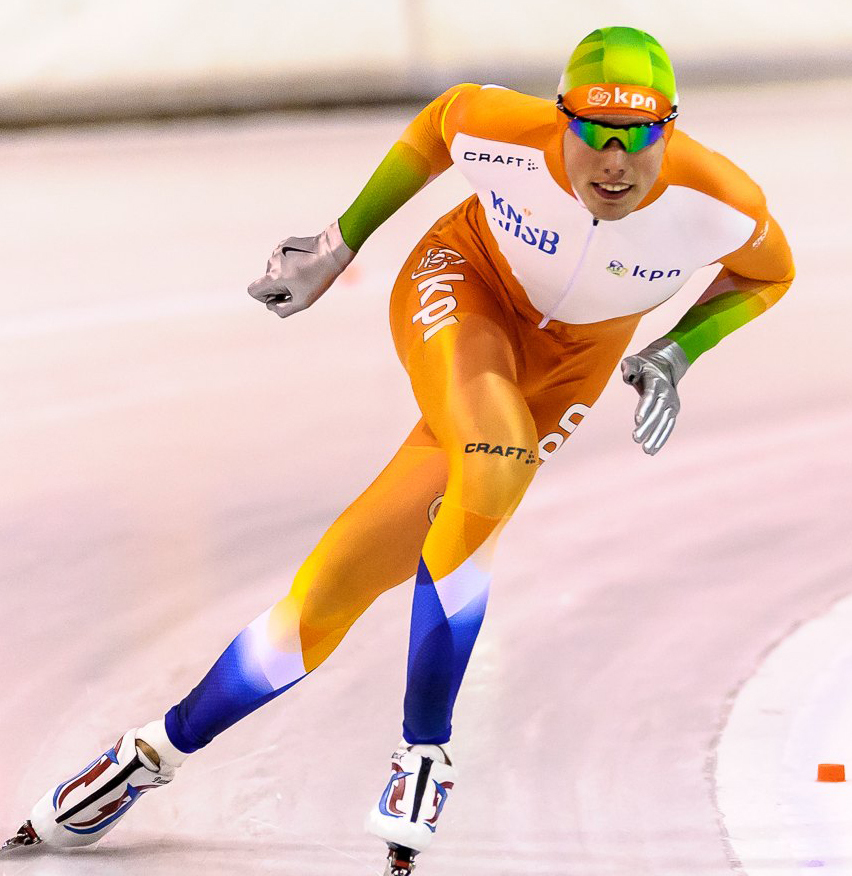
Weltmeister Patrick Roest (hier 2013)

Wie im Vorjahr gewann der Niederländer Patrick Roest den Weltmeistertitel im Mehrkampf vor Sverre Lunde Pedersen aus Norwegen. Roest war dabei mit 23 Jahren unter den acht Finalisten der jüngste. Er gewann das 5000-Meter- und das 10.000-Meter-Rennen und wurde auf den beiden anderen Strecken jeweils Zweiter. Auch Pedersen war auf allen vier Distanzen einer der drei schnellsten Athleten und hatte am Ende fast einen Punkt Vorsprung im Gesamtklassement auf den drittplatzierten Sven Kramer. Kramer – mit neun Mehrkampftiteln seit 2007 Rekordweltmeister – war enttäuscht, gab aber an, die Ergebnisse entsprächen in ihrer Inkonsistenz seinem Saisonverlauf.

#### Endstand Großer Vierkampf
- Zeigt die acht erfolgreichsten Sportler der Mehrkampf-WM (Finalteilnahme über 10.000 Meter)
- Die Zahl in Klammern gibt die Platzierung je Einzelstrecke an, fett gedruckt der jeweils Schnellste.

| 01 | Patrick Roest         | 35,74 s (2)  | 6:08,27 min (1)  | 1:43,31 min (2)  | 12:51,17 min (1) | 145,561 |  |  |  |  |
| 02 | Sverre Lunde Pedersen | 35,85 s (3)  | 6:10,10 min (3)  | 1:43,11 min (1)  | 12:56,91 min (3) | 146,075 |  |  |  |  |
| 03 | Sven Kramer           | 36,41 s (9)  | 6:08,83 min (2)  | 1:43,87 min (3)  | 13:00,93 min (4) | 146,962 |  |  |  |  |
| 04 | Douwe de Vries        | 36,46 s (10) | 6:12,72 min (4)  | 1:44,24 min (5)  | 13:01,44 min (5) | 147,550 |  |  |  |  |
| 05 | Ted-Jan Bloemen       | 37,31 s (19) | 6:13,20 min (5)  | 1:46,03 min (12) | 12:53,15 min (2) | 148,630 |  |  |  |  |
| 06 | Sindre Henriksen      | 36,12 s (6)  | 6:26,64 min (18) | 1:44,18 min (4)  | 13:30,71 min (7) | 150,045 |  |  |  |  |
| 07 | Danila Semerikow      | 37,48 s (20) | 6:13,75 min (6)  | 1:47,96 min (20) | 13:18,92 min (6) | 150,787 |  |  |  |  |
| 08 | Haralds Silovs        | 36,00 s (5)  | 6:24,80 min (15) | 1:45,24 min (9)  | 13:54,14 min (8) | 151,267 |  |  |  |  |
|    |                       |              |                  |                  |                  |         |  |  |  |  |
| 09 | Livio Wenger          | 36,52 s (11) | 6:22,00 min (11) | 1:45,04 min (8)  | –                | 109,733 |  |  |  |  |
| 15 | Patrick Beckert       | 37,59 s (22) | 6:16,00 min (7)  | 1:46,24 min (13) | –                | 110,603 |  |  |  |  |
| 21 | Lukas Mann            | 36,86 s (13) | 6:36,46 min (22) | 1:47,07 min (18) | –                | 112,196 |  |  |  |  |

#### 500 Meter
Die schnellste Zeit über 500 Meter lief Antoine Gélinas-Beaulieu bereits im zweiten von zwölf Paaren. Im späteren Verlauf des Wettkampfs stellten sowohl Patrick Roest als auch Sverre Lunde Pedersen persönliche Bestzeiten auf und nahmen die Plätze zwei und drei ein. Roest trat im direkten Duell gegen Sven Kramer an und schlug ihn um 0,67 Sekunden. Kramer sah den Grund für die Niederlage in seinem schlechten Start. Er habe gedacht, einen Fehlstart verursacht zu haben und sei kurzzeitig irritiert gewesen, dass das Rennen nicht abgebrochen wurde.
| Platz | Name                     | Land        | Zeit    | Punkte |
| ----- | ------------------------ | ----------- | ------- | ------ |
| 01    | Antoine Gélinas-Beaulieu | Kanada      | 35,53 s | 35,530 |
| 02    | Patrick Roest            | Niederlande | 35,74 s | 35,740 |
| 03    | Sverre Lunde Pedersen    | Norwegen    | 35,85 s | 35,850 |
| 04    | Håvard Bøkko             | Norwegen    | 35,88 s | 35,880 |
| 05    | Haralds Silovs           | Lettland    | 36,00 s | 36,000 |
| 06    | Sindre Henriksen         | Norwegen    | 36,12 s | 36,120 |
| 07    | Francesco Betti          | Italien     | 36,15 s | 36,150 |
| 08    | Riku Tsuchiya            | Japan       | 36,18 s | 36,180 |
| 09    | Sven Kramer              | Niederlande | 36,41 s | 36,410 |
| 10    | Douwe de Vries           | Niederlande | 36,46 s | 36,460 |
|       |                          |             |         |        |
| 11    | Livio Wenger             | Schweiz     | 36,52 s | 36,520 |
| 13    | Lukas Mann               | Deutschland | 36,86 s | 36,860 |
| 22    | Patrick Beckert          | Deutschland | 37,59 s | 37,590 |

#### 5000 Meter
Im neunten Paar stellte Sverre Lunde Pedersen – Einzelstreckenweltmeister über die 5000 Meter – die vorübergehende Bestzeit auf, konnte aber seine Rundenzeiten, die lange unter 29 Sekunden lagen, auf den letzten 800 Metern nicht halten (mit einer Schlussrunde von 31,4 Sekunden). Zunächst unterbot Sven Kramer Pedersens Zeit, im elften Paar war Patrick Roest erneut um eine halbe Sekunde schneller. Der 500-Meter-Sieger Gélinas-Beaulieu belegte den 23. und damit vorletzten Rang.
| Platz | Name                  | Land        | Zeit        | Punkte |
| ----- | --------------------- | ----------- | ----------- | ------ |
| 01    | Patrick Roest         | Niederlande | 6:08,27 min | 36,827 |
| 02    | Sven Kramer           | Niederlande | 6:08,83 min | 36,883 |
| 03    | Sverre Lunde Pedersen | Norwegen    | 6:10,10 min | 37,010 |
| 04    | Douwe de Vries        | Niederlande | 6:12,72 min | 37,272 |
| 05    | Ted-Jan Bloemen       | Kanada      | 6:13,20 min | 37,320 |
| 06    | Danila Semerikow      | Russland    | 6:13,75 min | 37,375 |
| 07    | Patrick Beckert       | Deutschland | 6:15,99 min | 37,599 |
| 08    | Jordan Belchos        | Kanada      | 6:17,90 min | 37,790 |
| 09    | Viktor Hald Thorup    | Dänemark    | 6:18,25 min | 37,825 |
| 10    | Ryōsuke Tsuchiya      | Japan       | 6:19,76 min | 37,976 |
|       |                       |             |             |        |
| 11    | Livio Wenger          | Schweiz     | 6:22,00 min | 38,200 |
| 22    | Lukas Mann            | Deutschland | 6:36,46 min | 39,646 |

#### 1500 Meter
Im letzten Lauf kam es zum direkten Aufeinandertreffen zwischen den beiden Gesamtführenden Sverre Lunde Pedersen und Patrick Roest. Pedersen kam zwei Zehntelsekunden vor dem Niederländer ins Ziel, womit Roest nur einen kleinen Teil seines Punktevorsprungs im Klassement verlor. Alle anderen Athleten, inklusive Sven Kramer, lagen zu diesem Zeitpunkt bereits deutlich in der Gesamtwertung zurück.
| Platz | Name                     | Land        | Zeit        | Punkte |
| ----- | ------------------------ | ----------- | ----------- | ------ |
| 01    | Sverre Lunde Pedersen    | Norwegen    | 1:43,11 min | 34,370 |
| 02    | Patrick Roest            | Niederlande | 1:43,31 min | 34,436 |
| 03    | Sven Kramer              | Niederlande | 1:43,87 min | 34,623 |
| 04    | Sindre Henriksen         | Norwegen    | 1:44,18 min | 34,726 |
| 05    | Douwe de Vries           | Niederlande | 1:44,24 min | 34,746 |
| 06    | Antoine Gélinas-Beaulieu | Kanada      | 1:44,93 min | 34,976 |
| 07    | Bart Swings              | Belgien     | 1:44,96 min | 34,986 |
| 08    | Livio Wenger             | Schweiz     | 1:45,04 min | 35,013 |
| 09    | Haralds Silovs           | Lettland    | 1:45,24 min | 35,080 |
| 10    | Riko Tsuchiya            | Japan       | 1:45,44 min | 35,146 |
|       |                          |             |             |        |
| 13    | Patrick Beckert          | Deutschland | 1:46,24 min | 35,413 |
| 18    | Lukas Mann               | Deutschland | 1:47,07 min | 35,690 |

#### 10.000 Meter
Patrick Roest hatte vor dem abschließenden 10.000-Meter-Rennen einen Vorsprung von umgerechnet 4,5 Sekunden auf Sverre Lunde Pedersen. Die erste Bestzeit stellte Ted-Jan Bloemen auf. Pedersen, der im dritten Lauf gegen Douwe de Vries lief, verpasste Bloemens Zeit. Roest – im vierten und abschließenden Duell mit Sven Kramer – lag auf den ersten acht Runden noch hinter Pedersen zurück, steigerte seine Zwischenzeiten aber zur Rennmitte und unterbot letztlich die bisherige Bestmarke. Mit seinem zweiten Streckensieg gewann Roest auch den Mehrkampftitel.
| Platz | Name                  | Land        | Zeit         | Punkte |
| ----- | --------------------- | ----------- | ------------ | ------ |
| 01    | Patrick Roest         | Niederlande | 12:51,17 min | 38,558 |
| 02    | Ted-Jan Bloemen       | Kanada      | 12:53,15 min | 38,657 |
| 03    | Sverre Lunde Pedersen | Norwegen    | 12:56,91 min | 38,845 |
| 04    | Sven Kramer           | Niederlande | 13:00,93 min | 39,046 |
| 05    | Douwe de Vries        | Niederlande | 13:01,44 min | 39,072 |
| 06    | Danila Semerikow      | Russland    | 13:18,92 min | 39,946 |
| 07    | Sindre Henriksen      | Norwegen    | 13:30,71 min | 40,535 |
| 08    | Haralds Silovs        | Lettland    | 13:54,14 min | 41,707 |